# Project Zero (jeu vidéo)
Pour les articles homonymes, voir Project Zero (homonymie).
Project Zero, ou Fatal Frame en Amérique du Nord, simplement nommé Zero (零) au Japon, est un jeu vidéo de genre « survival horror » développé par la société japonaise Tecmo sur PlayStation 2 et Xbox.
Le jeu doit son originalité au fait que l'on y combat des fantômes à l'aide d'un appareil photo aux pouvoirs mystiques.

## Trame

### Résumé
L'histoire se déroule en 1986. Un célèbre romancier, Junsei Takamine, est porté disparu pendant des recherches pour son prochain roman. Un journaliste, Mafuyu, pense que quelque chose ne tourne pas rond et décide de se rendre au manoir Himuro. Il découvre des notes laissées par Junsei et son équipe (Tomoe son assistante & Koji son éditeur) . 
Alors que son frère Mafuyu - journaliste parti à la recherche de l'écrivain - ne donne pas signe de vie depuis plusieurs jours à son tour, Miku Hinasaki entreprend de faire un séjour au manoir Himuro pour ramener son ainé.
" Je me demande depuis combien de temps mon frère et moi sommes capables de voir des choses, que les gens normaux ne voient pas... "
Depuis toujours, Miku (17 ans) et son grand frère Mafuyu (21 ans) ont un sixième sens concernant le surnaturel. Leur famille possède depuis longtemps un appareil photo aux pouvoirs étranges : la Camera Obscura. Cette caméra entourée de mystères est à l'origine de la mort de plusieurs personnes proches de Miku et son frère.
Alors quand un homme à qui Mafuyu était redevable disparait à lors qu'il se rendait au manoir Himuro dit-hanté pour son prochain livre, c'est tout naturellement que le jeune journaliste emmène la Caméra Obscura avec lui. Le 3 octobre 1986, 10 jours après le départ de Mafuyu, Miku sa petite sœur le rejoint pour ramener à la maison la seule personne qui lui reste.
Alors que le joueur contrôle Mafuyu durant l'introduction, il apprend les contrôles et les  pouvoirs étranges que possède l'appareil photo mystique. Durant ce chapitre, Mafuyu fait de biens funestes connaissances, dont une personne qui lui rappelle quelqu’un... Alors qu'il se tient face à un miroir, une étrange forme blanchâtre apparait tandis que l'écran devient noir.
Durant l'aventure, Miku devra enquêter sur son cher frère disparu lui aussi en suivant ses notes et celles d'esprits du passé qui ne lui sont pas inconnus. Lors de son périple, elle croisera le chemin d'une femme morte lors d'un mystérieux rituel caché prête à tout pour infliger la douleur d'un amour perdu aux visiteurs du manoir. Une malédiction détaillée dans les livres de la bibliothèque indique une mort lente douloureuse intimement reliée au fantôme de la femme. Quel est ce lien si puissant ? Pourquoi cet esprit vengeur dit il souvent " Je voudrais le voir une dernière fois ! " ? Comment ce manoir change-t-il d'aspect fréquemment ? Miku répondra à toutes ces questions en levant le voile sur un vieux rituel mortel révélant une porte entre deux mondes cachée sous la maison.
Il y a trois fins disponibles.

### Personnages

#### Protagonistes
Miku Hinasaki (雛咲 深紅) : À 17 ans, Miku est déjà orpheline, et n'a que son frère. Lui seul la comprend car tous deux ont des "visions" depuis leur plus tendre enfance. Alors que Mafuyu part  à la recherche de Junsei Takamine, elle le rejoint dans l'immense manoir Himuro sans savoir qu'elle croisera le chemin d'esprits du passé et en particulier  un garçon qu'elle connait bien...
Mafuyu Hinasaki (雛咲 真冬) : Ce jeune journaliste de 21 ans a beaucoup de connaissances dont un célèbre romancier disparu avec son équipe depuis plusieurs jours. Il part alors les trouver dans un manoir perdu dans les montagnes où se passent des choses bien étranges. C'est le frère de Miku, il s'occupe d'elle depuis la mort de leur mère qui est enveloppée de mystères. Lors de ces recherches au manoir Himuro, il fera la connaissance d'une femme fantôme qui semble à tout prix le trouver...

#### Antagonistes
La silhouette blanchâtre : C'est ainsi que les personnages appellent cette femme décédée jusqu'à apprendre son nom, relié au manoir et à ce qu'il referme. Cette jeune fille d'environ 18 ans est morte lors du rituel de la strangulation qui est un rituel cruel et sanglant, auquel participent plusieurs prêtres qui entourent la sacrifiée. Derrière elle, traînent des cordes qu'elle abandonne sur son passage. En arpentant le manoir de sa démarche lente et mélancolique, elle recherche désespérément des vivants à qui infliger la douleur d'un amour mort. Quel est le lien avec le rituel et la malédiction décrite par le Professeur Takamine et son équipe lors de leurs recherches ? C'est au joueur de le découvrir.

## Système de jeu
Miku évolue pendant quatre nuits (les chapitres) au manoir Himuro, ce qui explique le fait qu'il ne fasse jamais jour dans le jeu.

### Chapitres
Le jeu est coupé en quatre "nuits" + l'Introduction avec Mafuyu qui représentent les différents chapitres du jeu. Au début de chaque chapitre, une image avec le titre de celui-ci sert de transition.

### Vie et films
Le jeu propose de nombreux objets à ramasser et à utiliser stratégiquement durant l'aventure. Sans compter les clés, parchemins, notes, masques que vous devrez chercher, voici une liste des deux plus grandes catégories d'objets :
Dans l'aventure, vous rencontrerez trois types d'objets vous permettant de remonter votre jauge de vie :
- Herbe médicinale : Les plantes médicinales sont assez courantes et vous redonne environ un tiers de votre vie ;
- Eau sacrée : Contre un esprit qui fait beaucoup de dégâts, il est judicieux de boire le contenu de cette fiole ; elle remet la jauge de vie à son maximum ;
- Pierre miroir : La pierre aux éclats miroitants se consomme automatiquement quand vous mourrez ; lorsque votre jauge de vie atteint zéro, elle remet votre vie à 100 %. Attention toutefois, car on ne peut en porter qu'une dans l'inventaire et chaque pierre ne peut s'utiliser qu’une seule et unique fois.

En fouillant un peu partout le sombre manoir Himuro, vous pourrez tomber sur des pellicules ou films. C'est avec cet objet que l'on combat les fantômes. Il y a 4 types de films dans ce premier volet : 
- le Type-14 ; film peu puissant mais pratique contre de faibles fantômes ;
- le Type-37 ; film ayant un bon pouvoir d'exorcisme (équivalent du Type-61 dans les autres épisodes) ;
- le Type-74 ; film se chargeant assez vite et au haut pouvoir d'exorcisme ;
- le Type-90 ; film très vite à la recharge et au très haut pouvoir d'exorcisme.

## Différences entre les pays et les consoles
Il y a certaines différences entre les pays et/ou la console utilisée : 
- Le design de Miku a été modifié dans la version EUR et AN : Miku est désormais moins brune, a la peau plus bronzée et plus de formes. Ses habits et son collier (maintenant couleur or) ont été changés[1].
- La version Xbox contient des notes supplémentaires et des carnets, un nouveau niveau "Fatal" avec un nouveau boss et une nouvelle fin ("Photographies") , des costumes supplémentaires, et quelques fantômes encore plus cachés. Les cadrans numériques de puzzle ont également changé de kanji japonais à chiffres romains.

## Accueil
Le premier jeu d'une grande série a été très bien accueilli par la critique. Voici quelques notes et commentaires attribués.

### PlayStation 2
- 15/20 par Jeux vidéo Magazine[2], "Project Zero est un excellent croisement entre le jeu d'exploration et le jeu d'enquête !"
- 17/20 par Jeuxvideo.com[3], "Project Zero est un titre à ne pas manquer par les passionnés du genre qui découvriront une aventure originale, un gameplay novateur et une ambiance bien flippante."
- 7/10 par Gamekult[4], "Une réalisation soignée, des cinématiques impressionnantes mais un système de combat peu pratique."
- 74/100 par Metacritic[5], "Un des meilleurs jeux d'horreur, ou le meilleur? Quoi qu'il en soit, il est très effrayant, même si vous jouez à la lumière du jour ! " " Fatal Frame aurait pu être acceptable, mais le manque d'armes et d'action affecte vraiment le jeu. Vraiment décevant."

### Xbox
- 14/20 par Jeux vidéo Magazine[6], "Project Zero est le jeu le plus effrayant de la Xbox"
- 17/20 par Jeuxvideo.com[7], « L'idée de l'appareil photo comme seule arme pour nous défendre est tout simplement géniale et vraiment très originale. Dommage quand même que la durée de vie ne soit pas un peu plus conséquente. Bref si vous aimez vous faire peur, si vous aimez le genre survival-horror, Project Zero est sans aucun doute pour vous ».
- 77/100 par Metacritic[8], "Fatal Frame est comme une bouffée d'air frais dans un genre qui a passé la majeure partie de la dernière décennie à ne progresser que sur le plan narratif, et tandis que c'est une façon horrible et inquiétante de passer une soirée, la puissance impressionnante du style narratif, martelé par un moteur de jeu brutalement efficace et des mécanismes de jeu éprouvant pour les nerfs, en fait le jeu le plus convaincant de cette nature encore à paraître sur une console."[9]